# Горькие слёзы Петры фон Кант
«Горькие слёзы Петры фон Кант» (нем. Die bitteren Tränen der Petra von Kant) — кинофильм немецкого режиссёра Райнера Вернера Фасбиндера 1972 года. Сценарий написан Фасбиндером на основе собственной пьесы. Название фильма имеет подзаголовок: «История болезни, посвящённая той, которая стала здесь Марлен».

## Сюжет
Петра фон Кант, успешный модельер одежды, переживает сложный период жизни. Оба её брака закончились неудачно, дочь она ненавидит, мать её не понимает. Единственный преданный ей человек — секретарша Марлен, молчаливая и готовая терпеть от хозяйки всё что угодно. Петра влюбляется в молодую девушку Карин. Карин же нужен лишь пропуск в мир высокой моды, сама Петра её не интересует. Играя на её чувствах, она манипулирует Петрой, пытаясь добиться своих целей.
Постепенное психологическое развитие сюжета строится на диалогах Петры с близкими ей женщинами. В конце фильма Петра остаётся одна.

## В ролях
| В ролях           |  | Персонаж            |
| ----------------- |  | ------------------- |
| Маргит Карстенсен |  | Петра фон Кант      |
| Ханна Шигула      |  | Карин Тимм          |
| Катрин Шааке      |  | Сидони фон Гразенаб |
| Эва Маттес        |  | Габриэль фон Кант   |
| Гизела Факкельдей |  | Валери фон Кант     |
| Ирм Херман        |  | Марлен              |

## Награды и номинации
Фильм получил следующие награды и номинации:
- 1972 — участие в конкурсной программе Берлинского кинофестиваля.
- 1973 — три премии Deutscher Filmpreis: лучшая женская роль (Маргит Карстенсен), лучшая женская роль второго плана (Эва Маттес), лучшая операторская работа (Михаэль Балльхаус). Кроме того, лента получила две номинации: лучший фильм, лучшая женская роль второго плана (Ирм Херман).

## Влияние
Сюжет фильма был частично воспроизведён в фильме Франсуа Озона «Петер фон Кант» 2022 года, в котором главный герой имеет биографическое и внешнее сходство с Фасбиндером.